# فوتیان
فوتیان (به لاتین: Futian District) یک سکونتگاه مسکونی در جمهوری خلق چین است که در شنژن واقع شده‌است.

## خصوصیات
فوتیان ۷۸٫۸ کیلومترمربع مساحت و ۱٬۳۵۷٬۱۰۰ نفر جمعیت دارد.

## نگارخانه

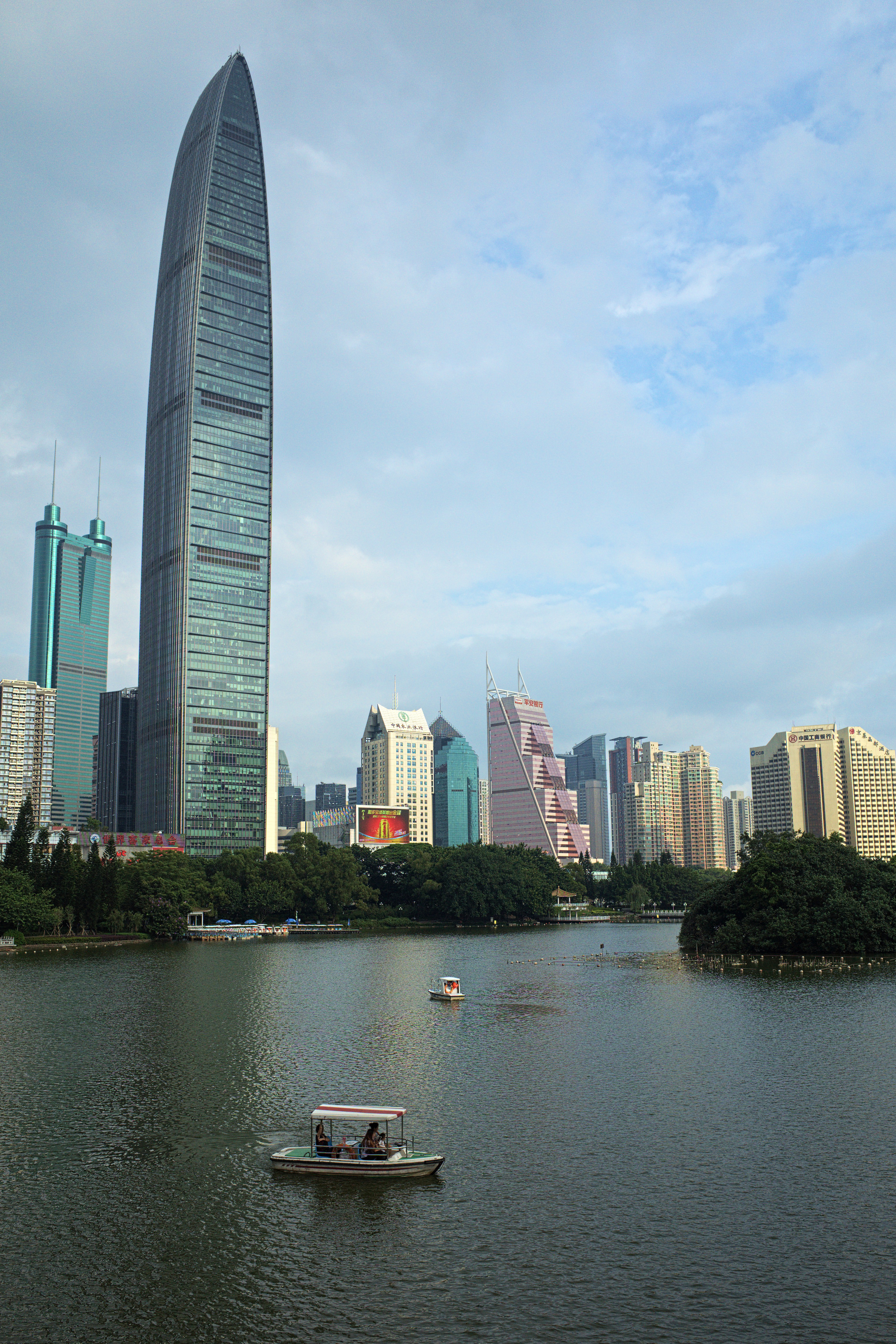
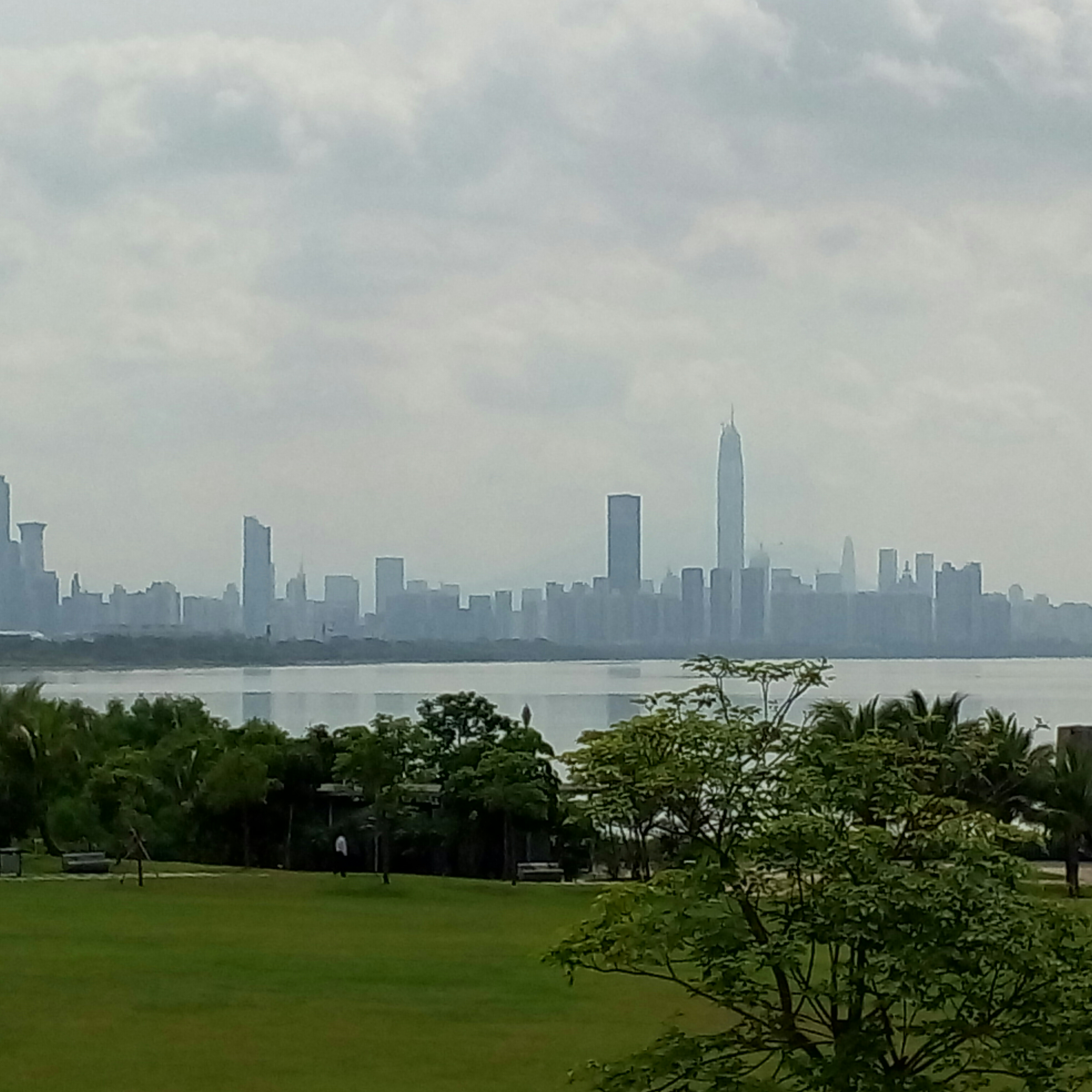
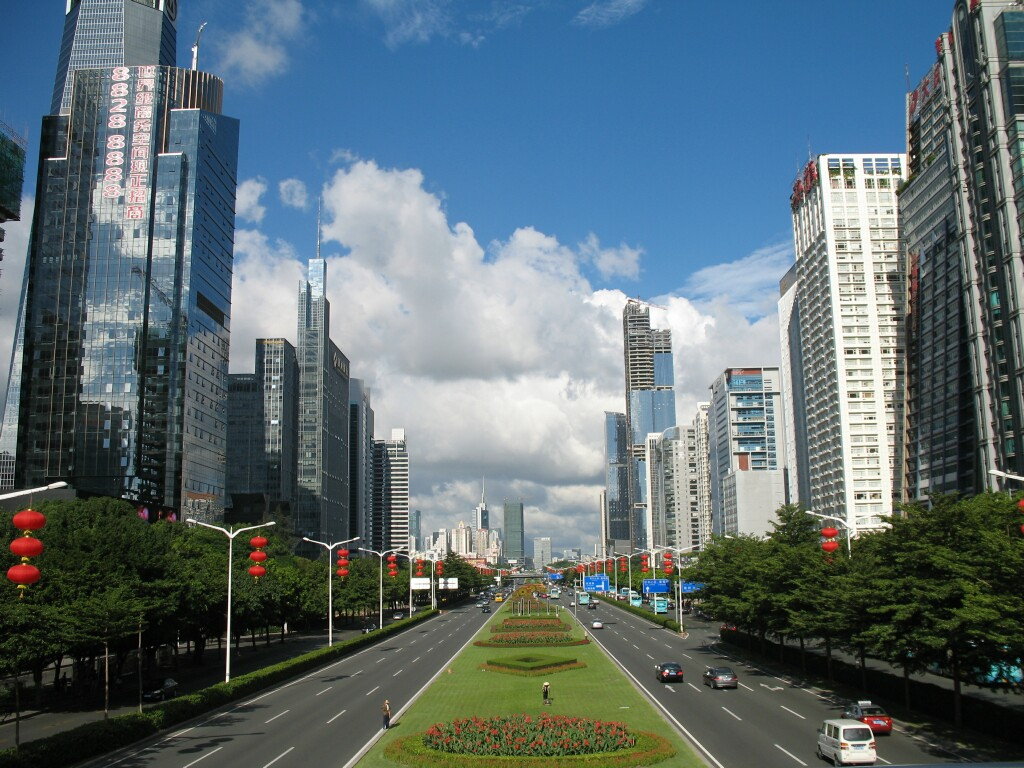
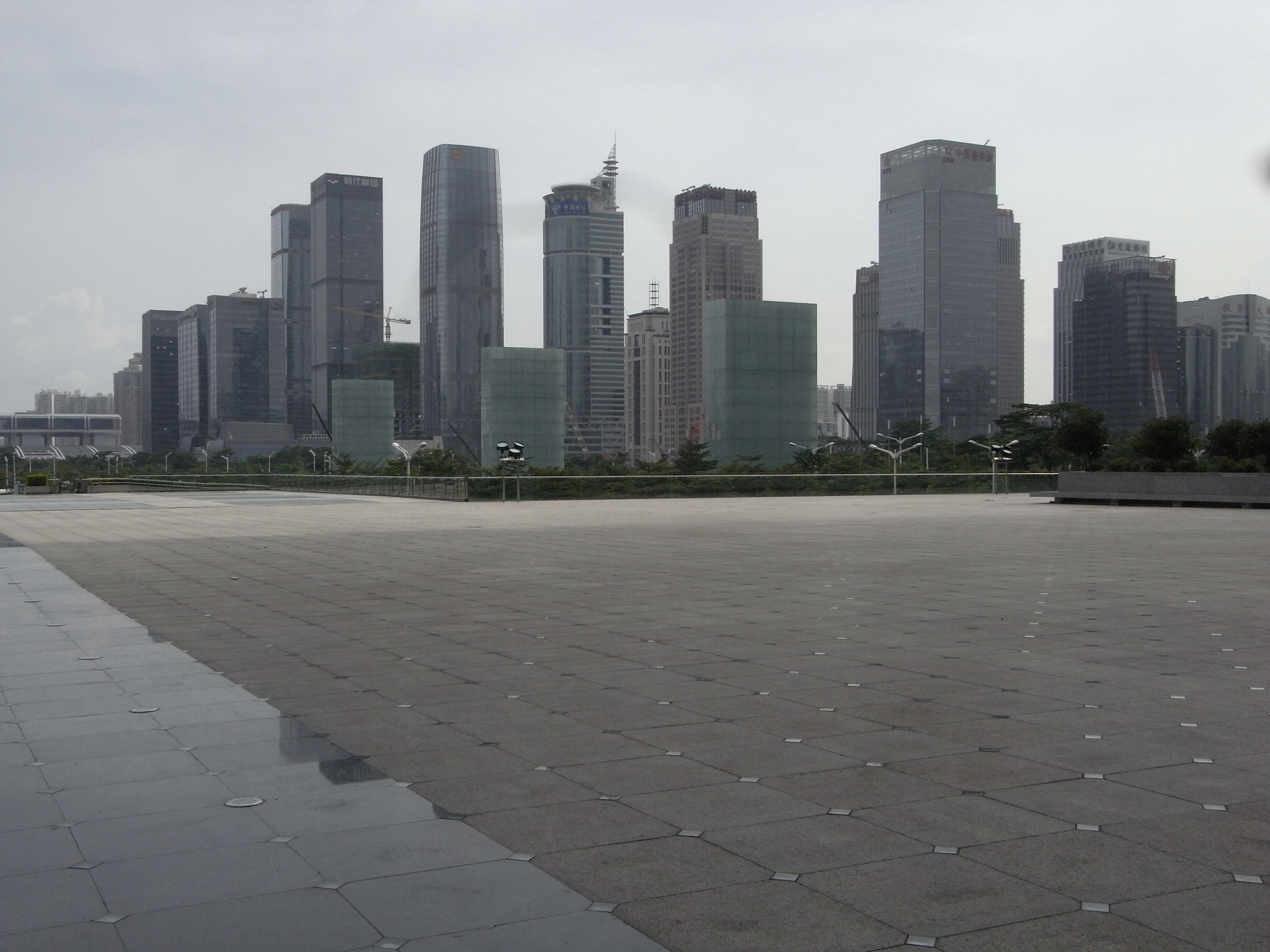